# Cortinarius balteato-cumatilis
Cortinarius balteato-cumalitis, es un hongo de la familia de los basidiomicetos sin valor como comestible. Se sitúa en grupos debajo de arbustos y es bastante raro encontrarlo.

## Sombrero
Hasta 14 cm de diámetro. Tienen una forma de perfil semicircular que va volviéndose hacia dentro, al final aplanado con mamelón ancho y bajo con el margen enrollando. Cutícula no separable, viscosa, dulce, de un bello color lila violáceo, pardeando desde el centro con fibrillas radiales que son más visibles en los adultos. Al microscopio se observa una cutícula formada por hilas acostadas gelificadas más o menos paralelas de x2-8μm.

## Láminas
Las láminas de esta seta son desiguales de 4 a 8 mm de anchura y blanquecinas.

## Altura
De 12 a 5 cm de altura con base en forma de bulbo y algunas veces terminado en punta. De color blanco con restos violáceos formando anillos incompletos más o menos separados y con tendencia a pardear.

## Carne
La carne es gruesa gris lila. El olor es débil y tiende al lindano con sabor dulce.